# 李成玉 (朝鮮)
李成玉（イソンオク、朝鮮語: 이성옥、りせいぎょく）は、李氏朝鮮時代に朝鮮王国の全権大使としてアメリカ合衆国に渡った外交官。「李完用侯の心事と日韓和合」など李朝末期から大韓帝国時代にかけての貴重な外交記録をのこした。

## 李完用侯の心事と韓日和合
李成玉が遣米全権使節団の代表として渡米した際、他の諸民族に接して、朝鮮人は当時アメリカ人に軽侮されているネイティブ・アメリカンよりも劣るとみられており、さらに、メキシコやインドなどどこの国・地域の人びとなどよりも劣等視されていることを知り、衝撃を受けている。「李完用侯の心事と韓日和合」という記録には、以下のような記述がある。